# スマートバリュー
株式会社スマートバリュー（英: SMARTVALUE Co., Ltd.）は、大阪府大阪市中央区に本社を置く日本のデジタル関連企業。
One Bright KOBEや神戸ストークスを傘下に持つ。

## 概要
1928年10月に堺バッテリー工業所として創業。1947年6月に堺電機製作所が設立された。当初は自動車電装事業を行っていたが、1994年にダイヤモンドテレコムとNTTドコモ販売代理店契約を結びモバイル事業に参入。2004年にはクラウド事業に参入した。
2012年7月に子会社であるスマートバリュー（初代）、モバイルビズ、モバイルスタッフ、SDVカーソリューションズを吸収合併し、商号をスマートバリュー（2代目）に変更。2021年4月には、民設民営の新アリーナ・GLION ARENA KOBEの運営会社であるOne Bright KOBEを設立し、同アリーナを本拠地とする神戸ストークスの運営会社を子会社化した。

## グループ会社
- ノースディテール
- One Bright KOBE
- ストークス